# Лос-Баньос

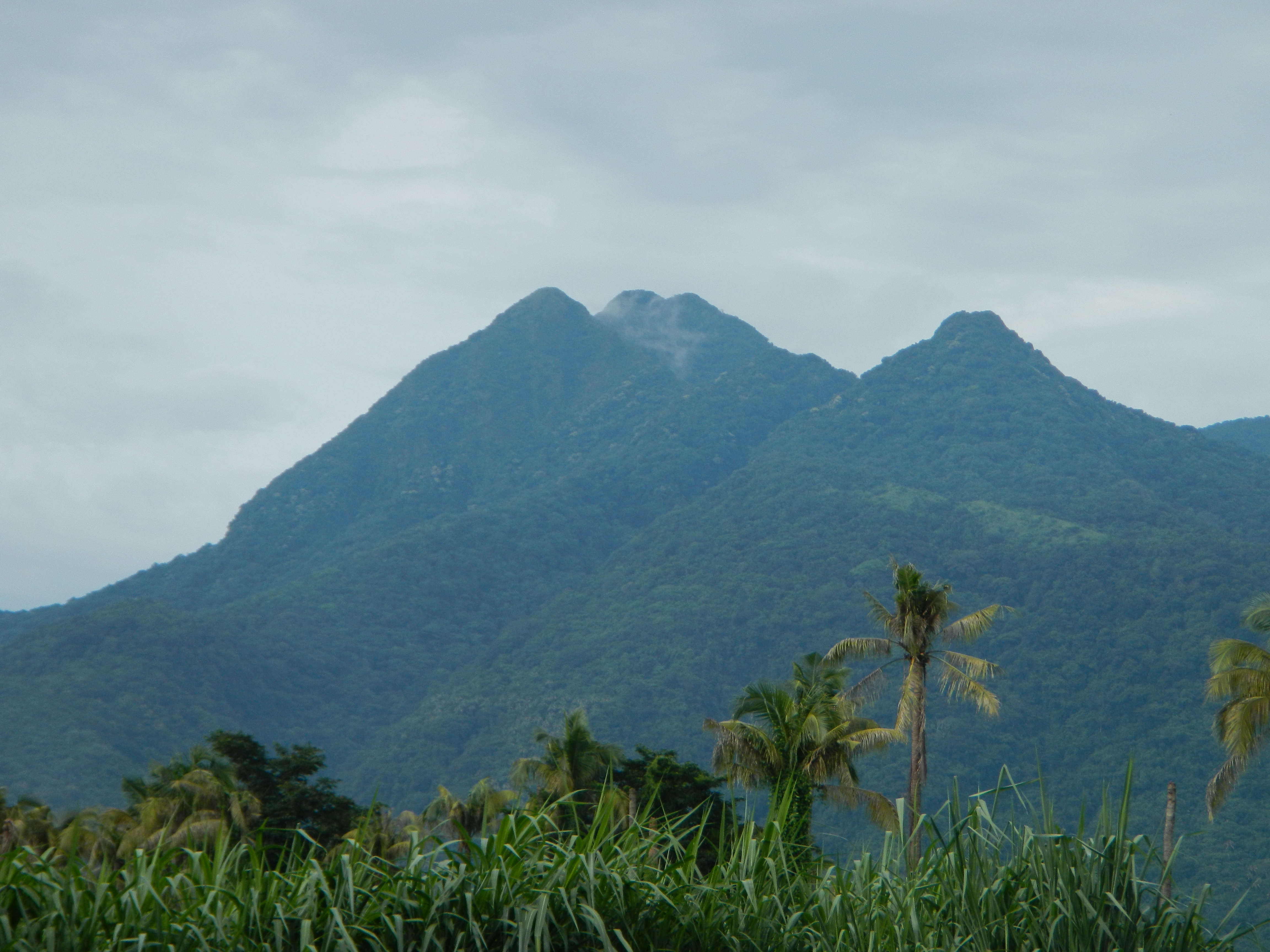
Гора Макілінг

Лос-Баньос, офіційно муніципалітет Лос-Баньос (тагал. Bayan ng Los Baños) — муніципалітет 1-го класу в провінції Лагуна, Філіппіни. За даними перепису населення 2020 року, його населення становить 115 353 особи.
Він має загальну площу 56,5 квадратних кілометрів і межує на півдні та південному заході з горою Макілінг, на півночі з Лагуна-де-Бай, на північному заході з Каламбою та на сході з містом Бай. Місто розташоване за 63 кілометри (39 миль) на південний схід від Маніли і доступне через швидкісну автомагістраль Південного Лусона.
Лос-Баньос було оголошено спеціальним містом науки і природи Філіппін відповідно до Президентської прокламації № 349. Проте прокламація не перетворює муніципалітет на місто і не надає йому корпоративних повноважень, які надаються іншим містам.

## Географія
Гора Макілінг, яка раніше була оголошена першим національним парком Філіппін, тепер перебуває під управлінням Університету Філіппін Лос-Баньос.
Лос-Баньос розташований між двома найбільш домінуючими географічними об'єктами Південного Лусона – горою Макілінг на півдні та південному заході та Лагуна-де-Бай на півночі. Насправді, найпівденніша точка Лагуна-де-Бей знаходиться в Барангай Бамбанг, а Барангай Багонг Силанг вже на півдорозі на гору Макілінг. Макілінг є потенційно активним вулканом, геотермальна діяльність якого породила гарячі джерела, на честь яких було названо місто, а Лагуна-де-Бай — це заповнена кальдера масивного доісторичного вулкана.

#### Клімат
Лос-Баньос має тропічний мусонний клімат (за класифікацією Кеппена).

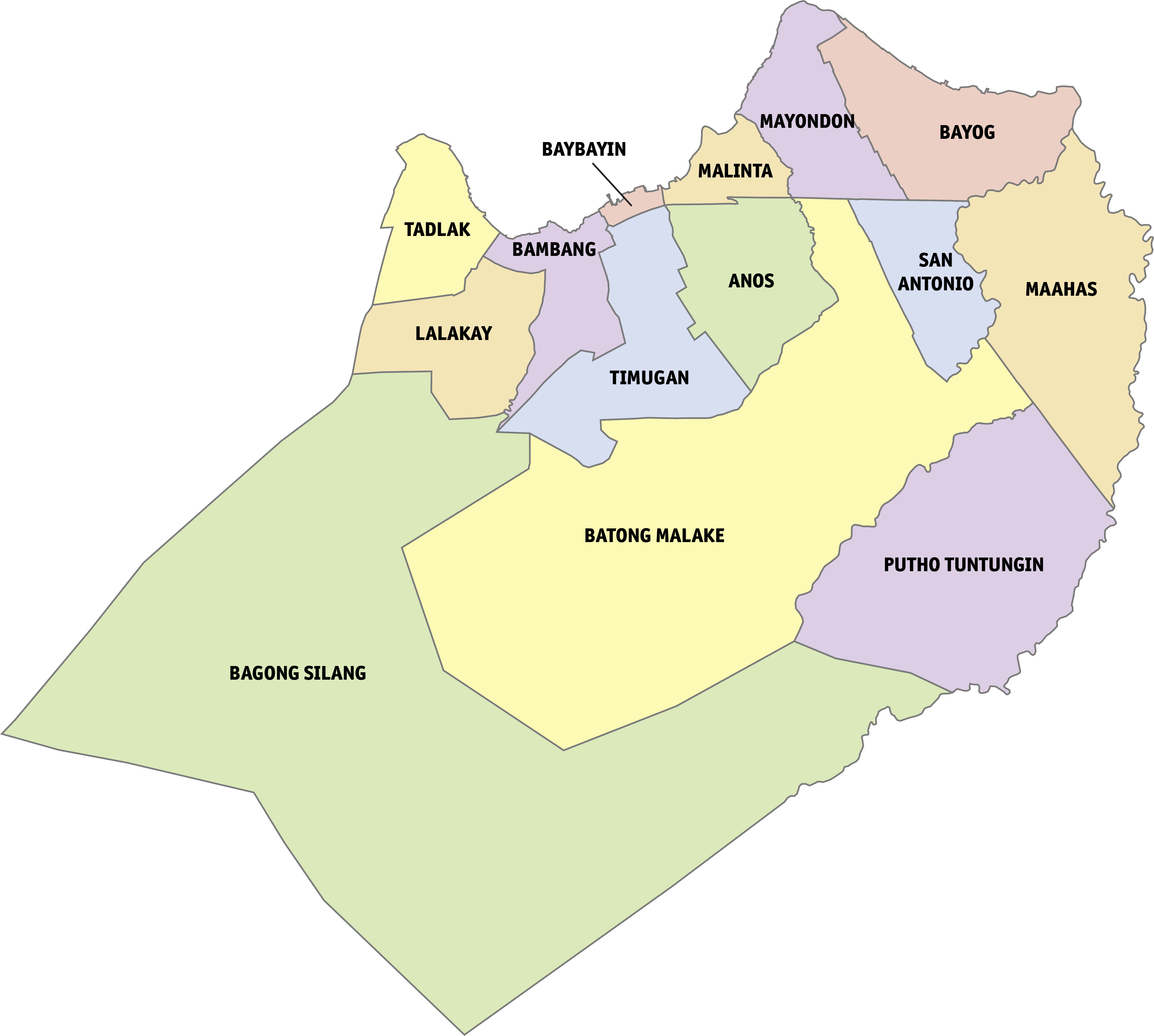
Політична карта Лос-Баньоса

#### Барангаї
Лос-Баньос політично розділений на 14 барангаїв.
- Anos
- Bagong Silang
- Bambang
- Batong Malake
- Baybayin
- Bayog
- Lalakay
- Maahas
- Malinta
- Mayondon
- Putho-Tuntungin
- San Antonio
- Tadlac
- Timugan

## Населення
За переписом населення 2020 року населення Лос-Баньоса становило 115 353 особи  з щільністю 2100 жителів на квадратний кілометр або 5400 жителів на квадратну милю.

## Міста-побратими
Девіс, США

## Галерея

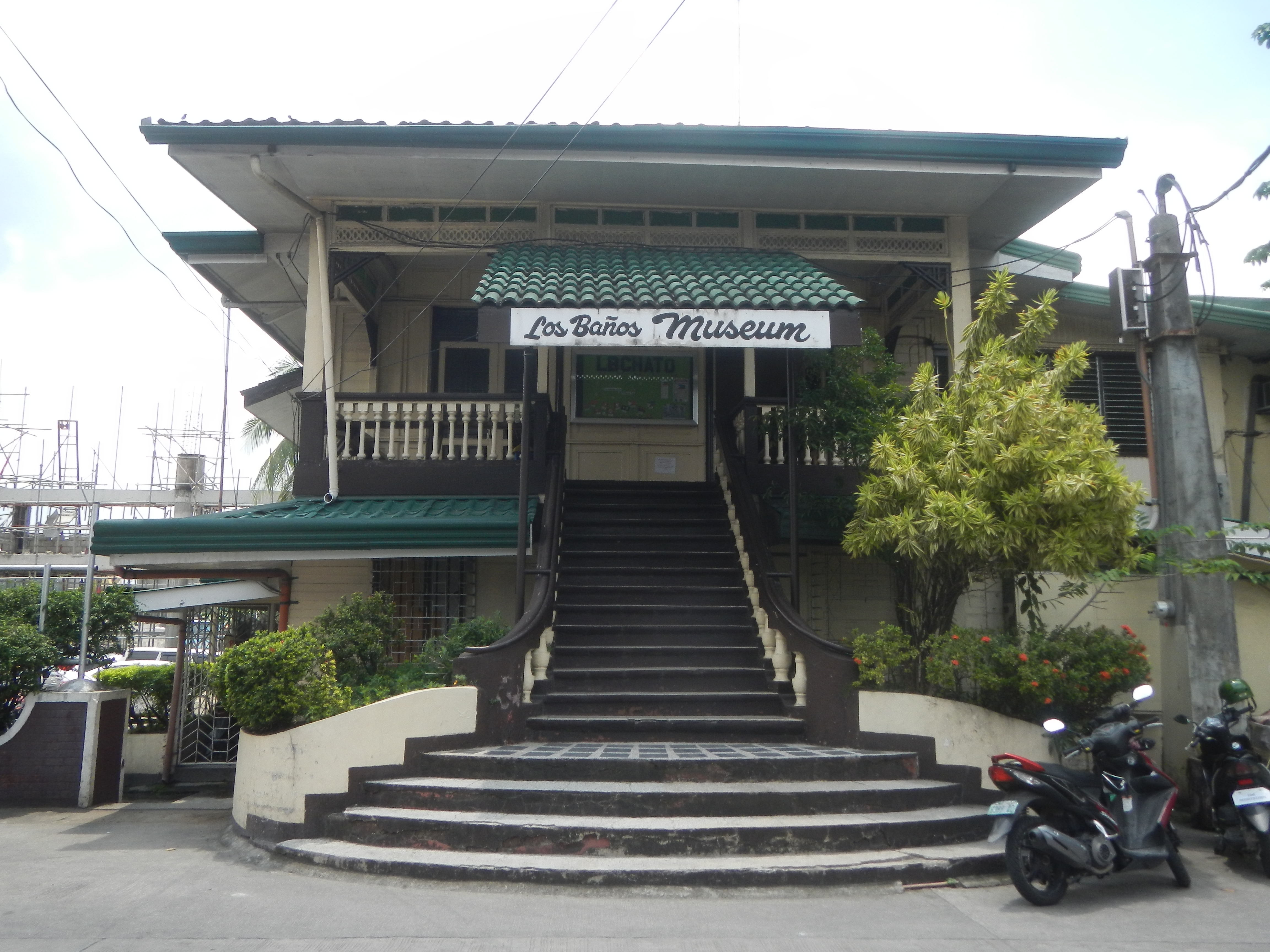
Музей
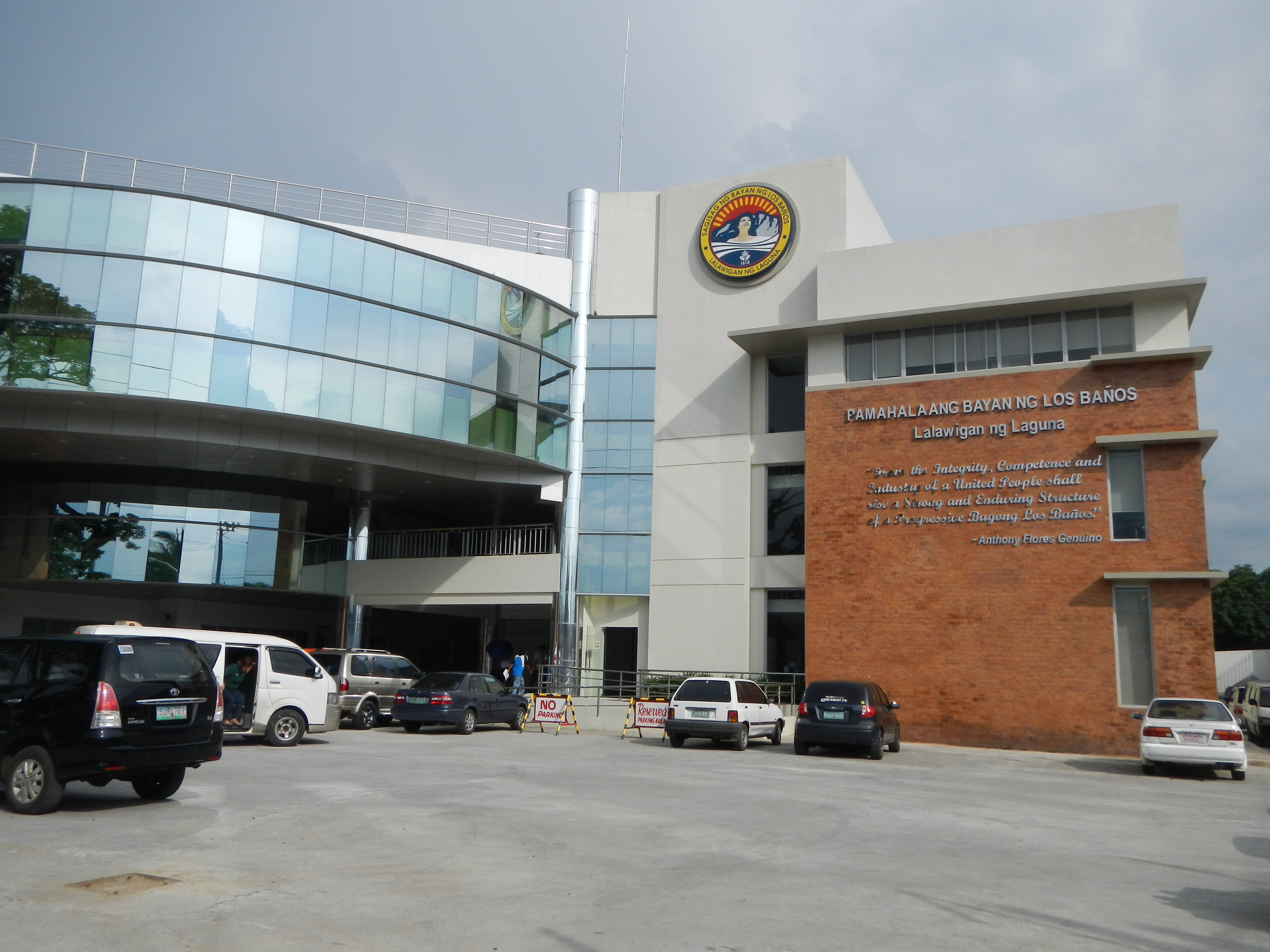
Мерія